# انتوني مكنيم
انتوني مكنيم (بالإنجليزية: Anthony McNamee)‏ (13 يوليو 1983 في المملكة المتحدة - ) هو لاعب كرة قدم بريطاني في مركز الوسط. لعب مع سويندون تاون وماكليسفيلد تاون وميلتون كينز دونز ونادي بارنت ونادي واتفورد ونورويتش سيتي ونادي وكينغ ونادي كرو ألكساندرا ونادي ألدرشوت تاون وويكمب وندررز.

## وصلات خارجية
- انتوني مكنيم على موقع قاعدة بيانات كرة القدم.إي يو (الإنجليزية)
- انتوني مكنيم على موقع Soccerbase.com (لاعب) (الإنجليزية)
- انتوني مكنيم على موقع عالم كرة القدم.نت (الإنجليزية)